# Piekary (powiat piotrkowski)
Piekary – wieś w Polsce położona w województwie łódzkim, w powiecie piotrkowskim, w gminie Wola Krzysztoporska.
Wieś jako majątek feudalny, stanowiła własność zakonu norbertanów w Witowie, położona była w końcu XVI wieku w powiecie piotrkowskim województwa sieradzkiego. W 1864 roku na mocy dekretu cara Aleksandra II Romanowa o uwłaszczeniu chłopów, wieś (ziemia, budynki) stała się własnością jej mieszkańców. W 1911 roku we wsi w wielodzietnej rodzinie chłopskiej urodził się Władysław Kołaciński, dowódca oddziału Narodowych Sił Zbrojnych. 
W latach 1975–1998 miejscowość należała administracyjnie do województwa piotrkowskiego.
Zobacz też: Piekary, Piekary Śląskie